# Sar Agha Seyed
Sar Agha Seyed (persan : سراقاسيد, Sar Āghā Seyed) est un village du district central situé dans la préfecture de Kuhrang dans la province du Tchaharmahal-et-Bakhtiari en Iran, à environ 130 km au nord-ouest de Shahrekord. 

## Géographie et climat
Le village est situé au cœur des monts Zagros à l'extrême nord-ouest de la province de Tchaharmahal-et-Bakhtiari, à la limite des provinces du Khuzestan et d'Isfahan. En raison de sa position géographique excentrée et des fortes chutes de neige l'hiver qui bloquent l'accès au col d'Asal Keshān (persan : عسل کشان)), le village est isolé durant l'hiver jusqu'au milieu du printemps.

## Population
La population y est quasi exclusivement constituée de Lors bakhtiaris de la branche Chahar Lang. Lors du recensement de 2006, la population de la ville était de 1 360 habitants répartis dans 208 familles. 

## Intérêt touristique
Le village de Sar Agha Seyed présente une architecture atypique. À l'instar du village de Massouleh, celui-ci est construit à flanc de colline. Les maisons en terre cuite sont construites les unes au-dessus des autres, les toits servant de terrasse pour l'étage supérieur. La plupart des maisons n'ont pas de fenêtres.